# Франкенштейн (мюзикл)
«Франкенштейн» — российский оригинальный мюзикл по мотивам романа роман Мэри Шелли «Франкенштейн, или Современный Прометей» в современном прочтении.

## Сюжет
В мюзикле Романа Игнатьева и Алексея Франдетти действие романа о Франкенштейне перенесено в 70-е годы XX столетия, поддерживаемое классическим рок-н-роллом — главным музыкальным и стилистическим решением спектакля. Призыв «всё возможно», доводит Виктора Франкенштейна до крайней черты, когда человек начинает считать себя Создателем, Творцом наивысшей жизни, так ли это на самом деле дают ответ герои по ходу мюзикла.

## Акт I
Суд вызывает свидетеля капитана Роберта Уолтона для дачи показаний и в поиске виновного в совершённой серии преступлений. Обвиняемого или обвиняемых нет уже в живых. История начинается в 1972 году с праздника по случаю поступления Виктора Франкенштейна в университет («Это семьдесят второй»). Виктор и Элизабет строят планы на будущее и совместное обучение («Сотни дорог»), когда внезапно умирает его мама («Реквием»). После похорон Элизабет принимает решение остаться с отцом и братом Франкенштейна и не ехать учиться («Я с тобой»). Виктор решает найти средство, чтобы люди не умирали, и подбирает мёртвого воробья («Где же ответ»).
В университете опыт Виктора по удачному воскрешению мёртвого воробья и идею оживления людей порицают сокурсники и учёные («В университете»). Франкенштейн отправляется на казнь и забирает после тело преступника («Приговорённый»). С помощью электричества он оживляет обезображенное тело («Близок итог»), поддающие слабые признаки жизни. Обескураженный неудачей, Виктор читает письмо Элизабет и засыпает («Письмо»). Создание делает первые шаги, проснувшись от шума, Франкенштейн в страхе поджигает лабораторию и сбегает.
Пока Виктор лечиться от нервной горячки, Элизабет, Анри, Жюстин и Уильям беспокоятся в неведенье о нем («Вернись домой»). Отец покрыл расходы из-за пожара в лаборатории, Виктор отказывается возвращаться к науке, в это время приходит весть о гибели его младшего брата («Вместе до конца»).
По возвращению, на кладбище учёный встречает своё творение, которое теперь говорит и имеет вопросы к нему («Во мраке ночи»). Гонимое преследователями Создание укрылось в доме слепого крестьянина и дочери его Агаты («Колыбельная»). Выучившись речи, Создание пытается наладить дружбу со слепым крестьянином и случайно убивает его. Придя к дому Франкенштейна, он замечает Уильяма и Жюстин («Скажи мне»), убивает брата Виктора и подставляет няню на суде. Создание просит Виктора создать ему пару из трупа Жюстин и обещает оставить его покое («Сделка»).

## Акт II
Виктора отец вынуждает жениться («Свадьба»). На свадьбе Создание проникает в дом и оставляет «напоминание о сделке» жениху («Шаг навстречу»). Он угрожает Виктору в случае отказа, заставляя его оживить Жюстин («Угроза»). Создание грезит мечтой о желанном покое с любимой («Душа, что так хочет любить»), Виктор практически окончил работу, как внезапно в лабораторию входит Анри («Появление Анри»). Создание убивает священника, Виктор в порыве гнева уничтожает свой труд, уходя, творение обещает отомстить ему.
Виктор преследует с людьми Создание, но ему удаётся скрыться («Поиски Создания»). Пробравшись в спальню, он убивает после беседы Элизабет. Виктор в отчаянье оживляет с помощью электричества жену («Воскрешение»). Появляется Создание и предъявляет права на неё («Ты моя»), в результате Элизабет накладывает сама на себя руки. Виктор преследует Создания через всю Европу до ледников («Мы у цели»). Он осознаёт бесполезность мести, прощает своё детище и умирает на его руках («Выхода нет»). Создание забирает тело создателя и уходит. Суд просит присяжных вынести вердикт.

## Постановка
Мюзикл наследует традиции готического романа, продолжая линию «мрачного романтизма» начатую мюзиклами «Джекилл и Хайд» и «Бал вампиров», и создан в жанре «концепт-мюзикла» подобно «Кабаре», «Пробуждению весны» и произведениям Стивена Сондхайма, на выходе, превозмогая возложенные ожидания. Сюжет спектакля включает элемент иммерсивности: действие начинается и заканчивается сценой суда, в котором зрителям предлагается вынести героям свой вердикт. Игнатьев «увидел» историю через плотный, мрачный хард-рок, куда вплетены то беззаботно-танцевальные, то торжественно-маршевые мотивы, и фирменные «игнатьевские» соло-баллады, в которых озвучиваются самые личные мысли героев, и мощные смыслообразующие ансамбли. А музыкальный руководитель спектакля Алексей Нефедов максимально раскрыл все нюансы музыки, доведя ее до совершенства. Исполнители демонстрируют не только блистательную вокальную технику, но и драматическое мастерство высочайшего уровня. Сценическая драматургия умело строится на чередовании контрастных эпизодов с использованием пиротехнических и световых музыкальных эпизодов.
13 сентября 2021 года прошёл кастинг, и в мае 2022 года должна была состоятся премьера офф-бродвейского мюзикла Марка Бэрона «Франкенштейн» на либретто Джеффри Джексона. В марте после отзыва лицензии, началась работа над созданием отечественного оригинального мюзикла, своего Франкенштейна и его монстра, некоторые сцены режиссёр взял из инсценировки Дэнни Бойла. Для того чтобы исполнители роли Франкенштейна профессионально работали с медицинскими инструментами, режиссер Алексей Франдетти пригласил практикующего хирурга.
В финальной фразе режиссер подытоживает идею спектакля зрителю и посыл: «Суд удаляется для вынесения приговора» – именно в последней фразе еще один ключик к пониманию спектакля, который возникал уже неоднократно. Опять посторонние люди, которые не участвовали непосредственно в событиях, выносят приговоры и решают, какое будет всем наказание. И спастись от этого можно только в смерти и то не всегда. Общество всегда осуждает и судит – это вердикт всему человечеству». «Мы в ответе за тех, кого сотворили – таков основной месседж спектакля».
В июле 2024 года спектакль выдвинули на театральную премию «Золотой софит»: Кирилл Гордеев за роль Создания в номинации «Лучшая мужская роль в оперетте и мюзикле», Анастасия Пугашкина за сценографию и лауреатом стала Екатерина Гутковская за костюмы к спектаклю «в музыкальном театре». Мюзикл получил положительные оценки российских театральных критиков и зрителей. Стал бенефисной работой Ярослава Баярунаса и Кирилла Гордеева.

## Музыкальные номера
| - - Всё возможно - Ла-ла-ласковый - Реквием - Я с тобой - Где же ответ - В университете - Приговоренный - Близок итог - Письмо - Вернись домой - Вместе до конца - Во мраке ночи - Колыбельная - Скажи мне - Сделка | - - Свадьба - Шаг навстречу - Угроза - Душа, что так хочет любить - Появление Анри - Поиски Создания - Воскрешение - Ты моя - Мы у цели - Выхода нет |

## Действующие лица и исполнители
- Роберт Уолтон — капитан дальнего плавания
- Виктор Франкенштейн — молодой учёный, создатель Существа.
- Существо / Приговоренный — оживлённый мертвец, бывший казненный.
- Элизабет Лавенца — невеста и подруга Виктора.
- Анри Клерваль — друг семьи Франкенштейн, священник.
- Альфонсо Франкенштейн — Отец Виктора.
- Каролина Франкенштейн — Мать Виктора.
- Агата — молодая крестьянка.
- Слепой крестьянин — отец Агаты.
- Жюстин Мориц — няня Уильяма.
- Уильям Франкенштейн — младший брат Виктора.

| Персонаж                 | Санкт-Петербург (2023)                                                |
| ------------------------ | --------------------------------------------------------------------- |
| Роберт Уолтон            | Владимир Садков, Александр Леногов                                    |
| Виктор Франкенштейн      | Ярослав Баярунас, Вадим Мичман                                        |
| Создание / Приговоренный | Кирилл Гордеев, Алексей Штыков                                        |
| Элизабет Лавенца         | Алия Агадилова, Ксения Лазаревич, Юлия Дякина                         |
| Анри                     | Александр Суханов                                                     |
| Отец Виктора             | Владимир Ярош, Александр Байрон                                       |
| Мать Виктора             | Полина Тихонова, Юлия Шерешовец                                       |
| Агата                    | Екатерина Лепилина, Елизавета Белоусова                               |
| Слепой                   | Виталий Головкин, Сергей Брага                                        |
| Жюстин Мориц             | Агата Вавилова, Анастасия Вишневская                                  |
| Уильям Франкенштейн      | Макар Авдеев, Даниэль Абдулрахим, Алексей Голованов, Алексей Княгинин |

- Постановочная команда
  - Композитор — Роман Игнатьев
  - Либретто — Алексей Франдетти
  - Режиссёр-постановщик — Алексей Франдетти
  - Хореограф-постановщик — Светлана Хоружина
  - Сценограф — Анастасия Пугашкина[30]
  - Музыкальный руководитель и дирижёр — Алексей Нефедов
  - Художник по свету — Иван Виноградов
  - Художник-аниматор — Илья Старилов
  - Саунд-дизайнер — Валентин Шишкин
  - Художник по гриму — Татьяна Величкина
  - Ассистент режиссера — Оксана Антоненко
  - Ассистент хореографа — Иван Дремин
  - Ассистент музыкального руководителя и педагог по вокалу — Елена Буланова
  - В видеооформлении спектакля использованы фотографии Станислава Левшина